# Необходимое и достаточное условия

Нахождение в фиолетовой области является достаточным для нахождения в A, но не необходимым. Нахождение в A необходимо для нахождения в фиолетовой области, но не достаточно. Нахождение в A и нахождение в B необходимо и достаточно для нахождения в фиолетовой области.

Необходимое условие и достаточное условие — виды условий, логически связанных с некоторым суждением. Различие этих условий используется в логике и математике для обозначения видов связи суждений.

## Необходимое условие
Если импликация {\displaystyle A\Rightarrow B} является абсолютно истинным высказыванием, то истинность высказывания {\displaystyle B} является необходимым условием для истинности высказывания {\displaystyle A}.
Необходимыми условиями истинности утверждения А называются условия, без соблюдения которых А не может быть истинным.
Суждение P является необходимым условием суждения X, когда из (истинности) X следует (истинность) P. То есть, если P ложно, то заведомо ложно и X.
Для суждений X типа «объект принадлежит классу M» такое суждение P называется свойством (элементов) M.

## Достаточное условие
Если импликация {\displaystyle A\Rightarrow B} является абсолютно истинным высказыванием, то истинность высказывания {\displaystyle A} является достаточным условием для истинности высказывания {\displaystyle B}.
Достаточными называются такие условия, при наличии (выполнении, соблюдении) которых утверждение B является истинным.
Суждение P является достаточным условием суждения X, когда из (истинности) P следует (истинность) X, то есть в случае истинности P проверять X уже не требуется.
Для суждений X типа «объект принадлежит классу M» такое суждение P называется признаком принадлежности классу M.

## Необходимое и достаточное условие
Суждение K является необходимым и достаточным условием суждения X, когда K является как необходимым условием X, так и достаточным. В этом случае говорят ещё что K и X равносильны, или эквивалентны, и обозначают {\displaystyle K\Leftrightarrow X} или {\displaystyle K\leftrightarrow X}.
Это следует из тождественно истинной формулы, связывающей импликацию и операцию эквиваленции:
{\displaystyle (X\leftrightarrow Y)\leftrightarrow (X\Rightarrow Y)\land (Y\Rightarrow X)}
Для суждений X типа «объект принадлежит классу M» такое суждение K называется критерием принадлежности классу M.
Вышеперечисленные утверждения о необходимом и достаточном условиях можно наглядно продемонстрировать пользуясь таблицей истинности логических выражений.
Рассмотрим случаи, когда импликация истинна. Действительно, если суждение {\displaystyle B} является необходимым условием для суждения {\displaystyle A}, то {\displaystyle B} обязано быть истинно для истинности импликации, в то же время, суждение {\displaystyle A} является достаточным условием суждения {\displaystyle B} значит, что если истинно {\displaystyle A}, то {\displaystyle B} обязано быть истинным.
Аналогичные рассуждения работают и обратном случае, когда суждение {\displaystyle A} является необходимым условием для суждения {\displaystyle B} и суждение {\displaystyle B} является достаточным условием суждения {\displaystyle A}.
Если {\displaystyle A} является необходимым и достаточным условием {\displaystyle B}, как видно из таблицы истинности, оба суждения обязаны быть истинны или оба суждения обязаны быть ложными.
| A | B | {\displaystyle A\Rightarrow B} | {\displaystyle A\Leftarrow B} | {\displaystyle A\Leftrightarrow B} |
| - | - | ------------------------------ | ----------------------------- | ---------------------------------- |
| 0 | 0 | 1                              | 1                             | 1                                  |
| 0 | 1 | 1                              | 0                             | 0                                  |
| 1 | 0 | 0                              | 1                             | 0                                  |
| 1 | 1 | 1                              | 1                             | 1                                  |

## Пример
Суждение X: «Вася получает стипендию в данном ВУЗе».

Необходимое условие P: «Вася — учащийся данного ВУЗа».

Достаточное условие Q: «Вася учится в данном ВУЗе без троек».

Следствие R: «Получать стипендию в данном ВУЗе».

Данную формулу можно изобразить в виде условного силлогизма несколькими способами:
1) формулой: (Q → R) ˄ (R → P) → (Q → P) ;

2) официально принятым форматом:
Если Вася учится без троек в данном ВУЗе, то он получает стипендию.

Если Вася получает стипендию, то он — учащийся данного ВУЗа.

— — — — — — — — —

Если Вася учится без троек в данном ВУЗе, то он — учащийся данного ВУЗа.

3) используя обычные речевые рассуждения:
Из того, что Вася — учащийся, ещё не следует, что он получает стипендию. Но это условие необходимо, то есть если Вася не учащийся, то он заведомо не получает стипендии.
Если же Вася учится в вузе без троек, то он заведомо получает стипендию. Тем не менее, студент Вася может получать стипендию (в виде пособия), если он учится с тройками, но, например, имеет хроническое заболевание.
Общее правило выглядит следующим образом:

В импликации A → B: 

A — это достаточное условие для B, и 

B — это необходимое условие для A.